# Yngve Tidman
Yngve Assar Georg Tidman, född 28 mars 1916 i Ystad, död 15 juni 2014 i Sankt Petri församling i Malmö, var en svensk journalist och historiker.
Han disputerade 1998 i historia. Yngve Tidman är gravsatt i minneslunden på Gamla kyrkogården i Malmö.

## Priser och utmärkelser
- 1968 – ABF:s litteratur- & konststipendium